# Гутан, Николай Рудольфович
Николай Рудольфович Гутан (9 февраля 1886, Российская империя — 1944, Тунис) — капитан 1-го ранга Черноморского флота Российской империи. Участник Первой мировой войны и Гражданской войны. В 1920 году ушёл с  Русской эскадрой в Бизерту.

## Биография
Родился 9 февраля 1886 года в семье морского офицера, впоследствии контр-адмирала Рудольфа Егоровича Гутана (1848—1894) и его супруги Веры Августовны, урождённой Эбергард, сестры адмирала Андрея Августовича Эбергарда.
В 1906 году окончил Морской кадетский корпус в Санкт-Петербурге. Мичман (1907). В 1907—1908 годах находился в заграничном плавании на яхте «Колхида».
Участник Первой мировой войны. С 1915 года старший офицер крейсера «Прут». Произведен в старшие лейтенанты за отличие в делах против неприятеля 1 июня 1915 года.
С 1917 года — капитан 2-го ранга, командир эсминца «Поспешный».

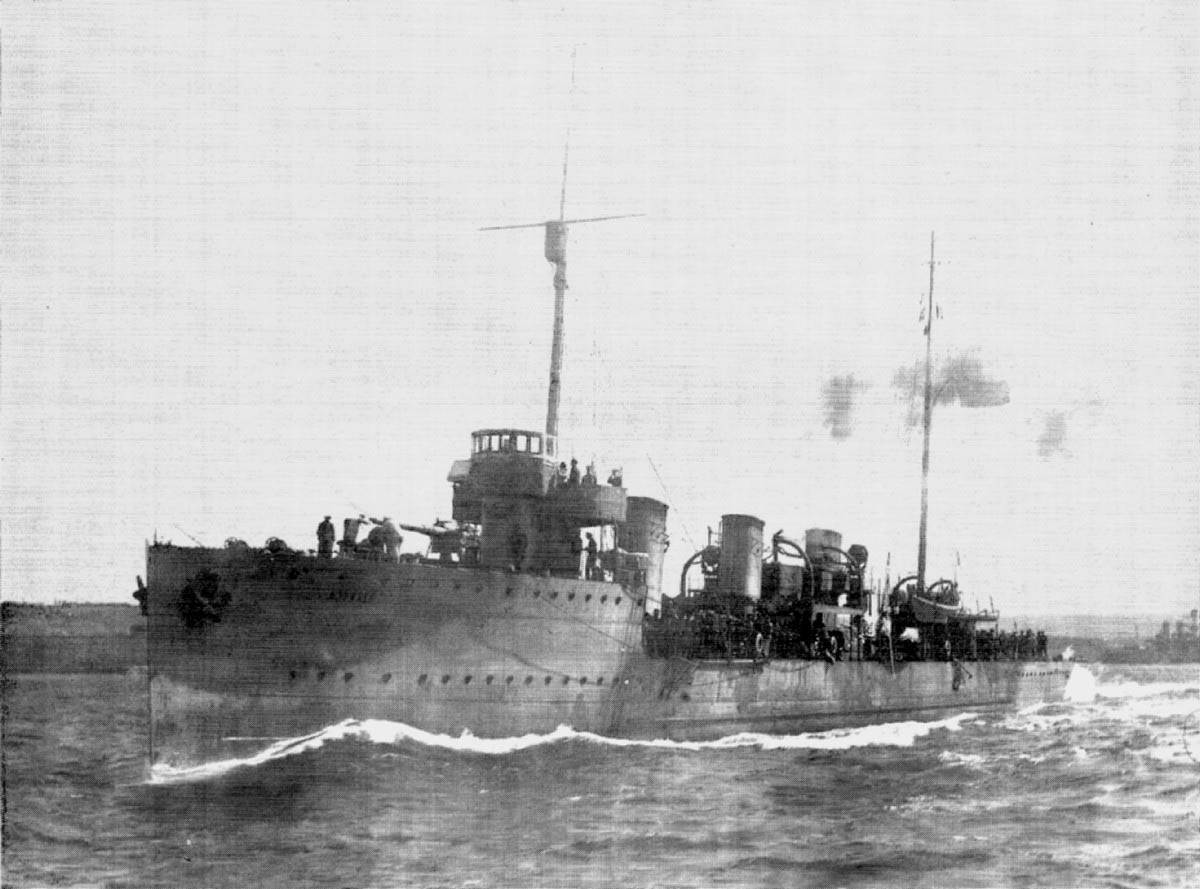
эскадренный миноносец «Дерзкий»

После затопления части кораблей Черноморского флота в Новороссийске Гутан перешёл к белогвардейцам. В Вооружённых силах Юга России и Русской Армии вплоть до эвакуации Крыма. С 27 марта 1919 по март 1920 — командир эсминца «Поспешный». Капитан 1-го ранга (30 ноября 1919). В период с 21 ноября 1920 по январь 1921, командуя эскадренным миноносцем «Дерзкий», увел его в Бизерту (Тунис).
С февраля 1921 года по ноябрь 1922 года — начальник 2-го отряда судов Русской эскадры. На 25 марта 1921 — в составе Русской эскадры в Бизерте в Тунисе.
С ноября 1922 года по февраль 1924 года — член правления заемного капитала.
В эмиграции в Тунисе был членом Русского православного общества церкви Воскресения в городе Тунис.
Скончался предположительно в 1940-х годах. Похоронен в городе Тунис.

## Семья
- В 1920-х годах женился на А. А. Подушко, но детей у них не было[2].
- Брат «Гутан 1-й» — Гутан, Александр Рудольфович (27 сентября 1887 — сентябрь 1919, р. Тура), капитан 2-го ранга, командир 1-го дивизиона Обь-Иртышской флотилии.

## Награды
Кавалер орденов: Орден Святого Георгия, Орден Святой Анны 3-й степени с мечами и бантом, Орден Святого Станислава с мечами.

## Сочинения
- Гутан Н. Р. От Севастополя до Новороссийска : январь 1919; по матер. ЦГАВМФ, ф. р-332, оп. 1, д. 25 / подгот. публ. Л. А. Кузнецова, археограф. обр. и комм. А. Е. Иоффе // Гангут [журн.]. — СПб. : Гангут, 1992. — № 4. — С. 98—111  ; 1993. — № 5. — С. 80—88 ; № 6. — С. 127—143.
- Гутан Н. Р. Краткий очерк действий флота при эвакуации Крыма в ноябре 1920 года // Морские записки. — 1955. — Т. 13.